# فيليب كروسبي
فيليب بايارد "فيل" كروسبي (18 يونيو 1926 – 18 أغسطس 2001)، رجل أعمال أمريكي ومؤلف بارز، وله إسهامات كبيرة في نظرية الإدارة وممارسات إدارة الجودة.
أطلق كروسبي برنامج "العيوب صفر" في شركة مارتن، وبصفته مديرًا لجودة برنامج صواريخ بيرشينغ، يُنسب إليه الفضل في تقليص معدل الرفض بنسبة 25% وتخفيض تكاليف الخردة بنسبة 30%.

## فلسفته للجودة
كان كروسبي يعتقد أن الجودة تعني التوافق مع المتطلبات، حيث ساوى بين إدارة الجودة واتخاذ الإجراءات الوقائية، وركز على أهمية تحسين المخرجات وتقليل العيوب في الأداء. ويُعتبر أول من دعا إلى مفهوم "العيوب الصفرية". وقد قدم فلسفته في إدارة الجودة الشاملة من خلال أربعة معايير رئيسية:
1. تعريف الجودة هو التوافق مع المتطلبات.
2. نظام الجودة يركز على الوقاية من الأخطاء.
3. معيار الأداء في الجودة هو "صفر عيوب".
4. قياس الجودة يتم من خلال تكلفة عدم المطابقة.

## أبرز مؤلفاته
- في عام 1979م صدر له كتاب (الجودة مجانية) الذي لاقى رواجاً كبيراً حتى أصبح من أكثر الكتب مبيعاً في ذلك الوقت.
- كتاب (الجودة بلا دموع) والذي صدر في عام 1984م [2]

## أهم الأفكار والنماذج
وضع فيليب كروسبي أربعة عشر خطوة لتحسين الجودة تشمل:
- التزام الإدارة العليا: التأكيد على دور القيادة في دعم وتحقيق تحسين الجودة.
- فريق لتحسين الجودة: تشكيل فرق عمل مخصصة لتحسين معايير الجودة.
- مقاييس الجودة: تحديد ومعرفة مؤشرات قياس الجودة لضمان تحسن الأداء.
- تحديد تكلفة الجودة: قياس تكلفة الجودة لتحديد الفجوات وتحسين الإجراءات.
- الوعي بالجودة: رفع وعي جميع العاملين بأهمية الجودة في العمل.
- الإجراءات التصحيحية: اتخاذ خطوات فعالة لتصحيح الأخطاء وتحسين العمليات.
- التخطيط للعيوب الصفرية: العمل على خلق بيئة خالية من العيوب من خلال تنفيذ برامج تركز على العيوب الصفرية.
- تدريب المشرفين: تدريب المشرفين على دورهم الفعّال في تحسين الجودة.
- تخصيص مناسبة أو يوم: تحديد يوم خاص لإعلام الموظفين بالتغييرات الإيجابية نحو تحسين الجودة، ويُسمى "يوم العيوب الصفري".
- وضع الأهداف وتشجيع الابتكار: تحديد أهداف قابلة للتحقيق وتشجيع الإبداع الفردي داخل المنظمة.
- إزالة أسباب الأخطاء: تحفيز العاملين على التواصل مع الإدارة لحل المشكلات التي قد تعيق الأداء الخالي من العيوب.
- برنامج للمكافآت والتحفيز: إنشاء برنامج مكافآت للعاملين الذين يحققون أداءً متميزًا في تحسين الجودة.
- تأسيس مجالس الجودة: تأسيس هيئات أو لجان تعمل على متابعة وتقييم مستوى الجودة بشكل مستمر.
- تكرار الخطوات السابقة: ضمان استمرارية التحسين والتطوير من خلال تكرار الإجراءات لضمان عدم التوقف عند تحقيق النتائج.

## التأثر والتشابه
تتفق أفكار فيليب كروسبي مع مبادئ ويليام ديمنغ في عدة جوانب أساسية، حيث يؤكد كل منهما على:
- أهمية تحسين الجودة.
- ضرورة إزالة الأخطاء.
- تدريب الموظفين.
- التركيز على أهمية القيادة الإدارية.
- زيادة درجة الوعي لدى الموظفين بأهمية حل المشكلات المتعلقة بالجودة.